# Xã Enoch, Quận Noble, Ohio
Xã Enoch (tiếng Anh: Enoch Township) là một xã thuộc quận Noble, tiểu bang Ohio, Hoa Kỳ. Năm 2010, dân số của xã này là 440 người.